# Thaining
Thaining település Németországban, azon belül Bajorországban. Lakosainak száma 1103 fő (2023. december 31.).

## Népesség
A település népessége az elmúlt években az alábbi módon változott:
| Lakosok száma | 518  | 767  | 702  | 846  | 928  | 952  | 981  | 987  | 1076 | 1103 |
|               | 1875 | 1950 | 1975 | 1987 | 2012 | 2014 | 2016 | 2017 | 2021 | 2023 |